# Cousset
Cousset är huvudorten i kommunen Montagny i kantonen Fribourg, Schweiz. I Cousset finns den enda järnvägsstationen i kommunen.